# ハガルの追放 (ステーン)
『ハガルの追放』（ハガルのついほう、独: Die Verstoßung der Hagar、英: The Expulsion of Hagar）は、17世紀オランダ黄金時代の画家ヤン・ステーンがキャンバス上に油彩で制作した絵画である。ステーンがデルフトに移住した直後の1655-1657年ごろに描かれた。画面右下に画家の署名がある。現在、ドレスデンのアルテ・マイスター絵画館に所蔵されている。なお、ステーンは、同主題作をほかにも2点描いている。

## 作品

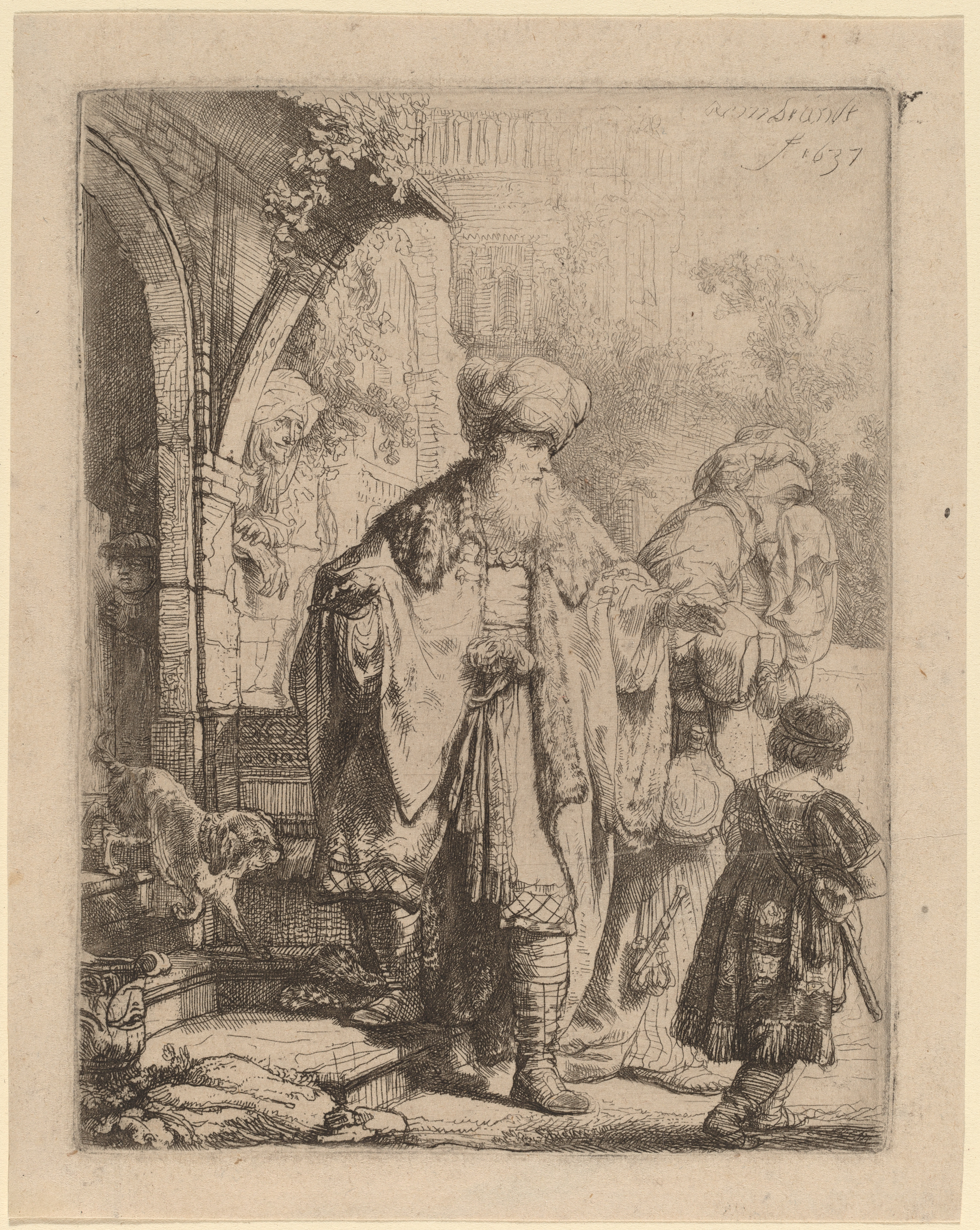
レンブラントのエッチング『ハガルとイシュマエルを追放するアブラハム』 (1637年)、ナショナル・ギャラリー (ワシントン)

この絵画の主題は『旧約聖書』の「創世記」 (12-16章、20章) から採られている。「創世記」によれば、ハガルはアブラハムの妻サラの奴隷であった。サラは86歳であった時、ハガルがアブラハムの息子を懐妊できるようにアブラハムにサラと寝床を共にするように頼む。その結果、イシュマエルが生まれることになる。しかし、後にサラは懐妊してイサクを生んだために、サラとイシュマエルを疎んじるようになり、アブラハムに頼んで、2人を追い出してしまった。
本作に描かれているのは、サラとイシュマエルがアブラハムに追放される場面である。構図は17世紀オランダ絵画の巨匠レンブラントが制作した同主題のエッチングをもとにしており、鏡で映したように左右逆になっている。しかし、ステーンはいくつかの変更を行っており、ハガルの肩に手を置くアブラハムの慰めるような仕草や、地面で遊びながら画面の外を見るイシュマエルの陽気な表情からは、レンブラントの作品に見られる非情さは感じられない。弓で遊んでいるイシュマエルは、後に弓を射る者となり、アラブ人の先祖になることが暗示されている。
物語の細かな部分は、『旧約聖書』の時代から17世紀当時に移し替えられている。ハガルの質素な服装や旅支度、戸口で実子イサクの頭のシラミ取りをしているサラに見られる風俗、画面の左側にいる動物たちなどである。